# Robinson Armaments M96
M96 — самозарядний карабін американської компанії Robinson Armaments для цивільного ринку.

## Історія
M96 був розроблений в 1996—1999 роках на основі системи Stoner 63 Юджіна Стоунера. У 2002 році з'явився бойовий варіант RAV02, що має можливість стрільби чергами і оснащений напрямними типу Picatinny rail. Випуск обох варіантів був досить обмежений, проте дана конструкція використовувалась компанією при розробці нової стрілецької системи XCR.

## Опис
Автоматика карабіна стандартна: відведення порохових газів з каналу ствола і замикання ствола поворотом затвора. Стовбури замінювані (існують варіанти різної довжини). Ствольна коробка складається з двох половин, що кріпляться один до одного поперечними штифтами. Запобіжник-перекладач режимів стрільби розташований зліва над пістолетною рукояткою. У конструкції широко використовується ударостійкий пластик: приклад, пістолетна рукоятка і цівка.
Зброя може використовувати стандартні магазини для M16 або АК в залежності від конфігурації.